# New Square
New Square è un villaggio degli Stati Uniti d'America, situato nello stato di New York, nella contea di Rockland, dove la maggior parte degli abitanti è di origine ebraica aschenazita e di lingua yiddish.